# Rivière Nepihjee
Der Rivière Nepihjee ist ein etwa 53,5 km langer Zufluss der Ungava Bay in der kanadischen Provinz Québec.

## Flusslauf
Der Rivière Nepihjee durchfließt die Tundralandschaft des Kanadischen Schildes im Norden der Labrador-Halbinsel. Der Fluss hat seinen Ursprung in einem kleinen etwa 60 m hoch gelegenen See, 5 km nordwestlich der Inuit-Siedlung Kuujjuaq. Er fließt anfangs ein kurzes Stück nach Westen zum Lac Stewart, diesen durchfließt er in nördlicher Richtung. Entlang dem weiteren Flusslauf in nördlicher Richtung liegen die Seen Lac Tasikallak, Lac Tasirlaq und Lac Qamutissait. Der Rivière Nepihjee fließt etwa 11 km westlich vom Unterlauf des Rivière Koksoak. Die weiter westlich gelegenen größeren Seen Lac Gabriel, Lac Issivautaaluk und Lac Berthet werden über einen namenlosen Fluss zum Nordwestufer des Qamutissait entwässert. Unterhalb des Sees Lac Qamutissait fließt der Rivière Nepihjee noch etwa 10 km in Richtung Nordnordost, bevor in das Kopfende der Baie Sèche, eine kleine Seitenbucht an der Südküste der Ungava Bay, mündet. Der Flusslauf ist durch lange Seenabschnitte am Ober- und Mittellauf sowie von Stromschnellen am Unterlauf gekennzeichnet. Das Einzugsgebiet des Rivière Nepihjee ist 1671 km² groß. Weiter westlich verläuft der Rivière Dancelou.

## Namensgebung
In der Sprache der Naskapi bedeutet Nepihjee „Blatt“ oder „Blume“.